# Tyco International
Tyco International Ltd. fue una empresa activa en diversos sectores y de raíces estadounidenses pero cuya sede actual se encuentra en Schaffhausen (Suiza), aunque cuenta con un destacado centro administrativo en Princeton (Nueva Jersey). Las actividades más importantes de la empresa incluyeron componentes electrónicos, ingeniería médica, protección contra incendios, sistemas de seguridad y sistemas de control de desbordamiento de agua.
Tyco tenía en 2008 una plantilla de 113.000 empleados en todo el mundo y alcanzó unas ventas de 20,2 miles de millones de dólares. La empresa está presente en más de 60 países y sus acciones cotizan en la Bolsa de Nueva York y hasta marzo de 2009 también pertenecía al índice de acciones S&P 500.
En 2016, se fusionó con el grupo Johnson Controls, y su nombre comercial Tyco se dejó de usar, cambiando todas las empresas al nuevo logotipo de la compañía 

## Historia
Tyco fue fundado en 1960 por Arthur J. Rosenburg. En 1992 Dennis Kozlowski se convirtió en CEO de Tyco, quien emprendió una agresiva campaña de adquisiciones entre 1991 y 2001, comprando más de 1000 empresas. Entre sus compras se encontraron empresas como ADT Security, Curad, Visonic Ltd. y divisiones de negocio de Siemens, Raytheon y AT&T.
Con la adquisición de ADT Security en 1997 Tyco trasladó su sede a Pembroke, Bermuda.

## Tyco en España
En España, Tyco está presente desde el año 1997, cuando adquirió la empresa de seguridad ADT. Hasta octubre de 2012 ADT mantuvo su propia marca. Después se inició un proceso de renovación y pasó a denominarse Tyco Integrated Fire & Security.
En octubre de 2014, Juan Yera fue nombrado director general de Tyco Integrated Fire & Security Iberia, para seguir creciendo y reforzar los mercados de la seguridad residencial, retail, grandes empresas y administración pública.